# Hopeasaari (ö i Mellersta Finland)
Hopeasaari är en halvö i Finland. Den ligger i sjön Saarinen och i kommunen Toivakka i den ekonomiska regionen  Jyväskylä ekonomiska region  och landskapet Mellersta Finland, i den södra delen av landet, 220 km norr om huvudstaden Helsingfors.